# František Xaver Brixi
František Xaver Brixi, češki klasicistični skladatelj in organist, * 2. januar 1732, † 14. oktober 1771.